# Klaus Odening
Klaus Odening (* 29. Dezember 1932 in Leipzig) ist ein deutscher Zoologe und Parasitologe.

## Leben
Odening studierte von 1950 bis 1954 Biologie an den Universitäten Rostock und Halle und promovierte 1958 in Halle. An der Akademie der Wissenschaften Berlin baute er den parasitologischen Arbeitsbereich der Zoologischen Forschungsstelle im Tierpark auf. 1965 wurde er an der Humboldt-Universität zu Berlin habilitiert. 1967 wurde er Ehrenmitglied der Allunionsgesellschaft der Helminthologen an der Akademie der Wissenschaften der UdSSR. 1976 wurde er zum Professor für Zoologie ernannt.
Von 1980 bis 1996 war er Chefredakteur der Zeitschrift Angewandte Parasitologie.

## Schriften (Auswahl)
- Entwicklungswege der Schmarotzerwürmer oder Helminthen, 1969
- Der Große Leberegel und seine Verwandten, 1971
- Parasitismus: Grundfragen und Grundbegriffe, 1974
- Parasiten – Geißel der Menschheit? (= Akzent-Reihe Band 40), 1979
- Antarktische Tierwelt, 1984